# Dick Sleeman

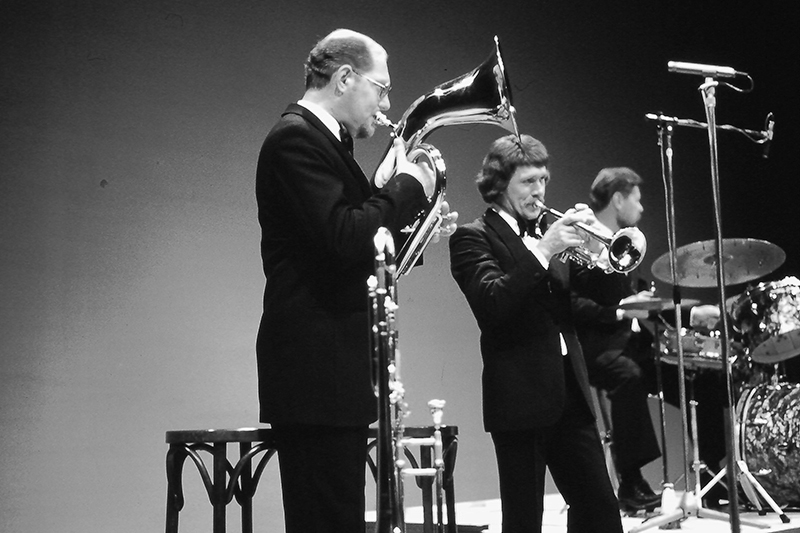
Dick Sleeman, Klaas Wit en Martien Beenen bij de "Swing Society" show in 1982.

Dick (Dirk) Sleeman (Haarlem, 25 januari 1941 – Lelystad, 26 juli 2010) was een Nederlandse jazzmusicus, arrangeur en geluidstechnicus (trombone, eufonium, alt-flügelhorn, bij gelegenheid bas, piano en orgel). Hij speelde met veel bekende Nederlandse jazzmusici, zoals Jan Morks, Rob Agerbeek, Klaas Wit, Adrie Braat, Frits Kaatee, Bert de Kort en Alfred Smidt. Zijn stijl herinnerde aan jazzgrootheden als Carl Fontana en Abe Lincoln.

## Levensloop

### Jeugd
Sleeman begon al op jonge leeftijd met musiceren. Op zijn 9e jaar speelde hij reeds trombone bij het Leger des Heils. Op zijn 13e jaar was hij muzikaal leider van een Dixieland-band op zijn middelbare school, en met 16 jaar was hij lid van een Dixieland-band in het professionele circuit.

### Studie
Naast muziek was elektrotechniek een van zijn grote hobby's. Hij volgde hiervoor een studie en probeerde het te combineren met zijn muzikale ontwikkeling. Na zijn militaire dienst werkte hij als geluidstechnicus voor de  Nederlandse Radio Unie, en heeft hij eveneens als Engineer bijgedragen aan de productie van diverse plaatopnames. Na 15 jaar in dit beroep actief te zijn geweest besloot Sleeman zich verder in de muziektheorie te verdiepen en studeerde aan de Universiteit van Amsterdam muziekwetenschappen.

### Dixieland Pipers en later
Toen in 1977 de Dixieland Pipers door Bert de Kort werd heropgericht werd Sleeman een vast gezicht van dit Dixielandorkest, en volgden verschillende reizen naar het buitenland, waaronder Maleisië en de Verenigde Staten, maar ook in Nederland werd opgetreden in diverse televisieprogramma's en het North Sea Jazz Festival. In de loop van de jaren Jaren 80 speelde hij mee met de Dixie Six, Aces of Syncopation en later met de Black & Blue masters, geleid door befaamde bassist Bob van Oven. Aan het einde van de jaren '80 verving hij enige tijd de in 1985 overleden Dick Kaart bij de Dutch Swing College Band. Tot ver in de jaren '90 trad hij met de Dixieland Pipers, op dat moment vanwege het in het buitenland wonende leider Bert de Kort enkel bij bijzondere gelegenheden, op.

### 21e eeuw
In de 21 eeuw bleef hij actief binnen de muziek, met onder andere concerten in Duitsland en in Nederland. Ook was hij organist in de Petruskerk te Lelystad, waar hij woonde. Op 26 juli 2010 overleed hij aldaar, na een kort ziekbed.